# Маркграф, Георг
Георг Маркграф (нем. Georg Marcgrave, лат. Georgius Marcgravius; 1610—1644) — немецкий географ и ботаник.

## Биография
Георг Маркграф родился 20 сентября 1610 года в городе Либштадт близ Мейсена в семье, жившей там на протяжении 200 лет. Дома выучил латинский и греческий языки, в 1627 году отправился учиться в Страсбург. Затем Маркграф получал образование в университетах Базеля, Ингольштадта, Альтдорфа, Эрфурта, Виттенберга, Лейпцига, Грайфсвальда и Ростока. В Ростокском университете Маркграф познакомился с датским ботаником Симоном Паулли. Затем на протяжении двух лет Георг изучал астрономию с Лоренцем Эйхштедтом в Штеттине. В Лейденском университете, где Маркграф учился следующие два года, он изучал ботанику с Адольфом Форстом и астрономию с Якобом Голем.
В январе 1638 года Маркграф отправился в Бразилию вместе с экспедицией под командованием Иоганна Морица Нассау-Зигенского. С 1638 по 1644 Маркграф путешествовал по северо-восточной части Бразилии. В 1644 году Георг Маркграф прибыл в Анголу, где вскоре скоропостижно скончался.

## Таксоны растений, названные в честь Г. Маркграфа

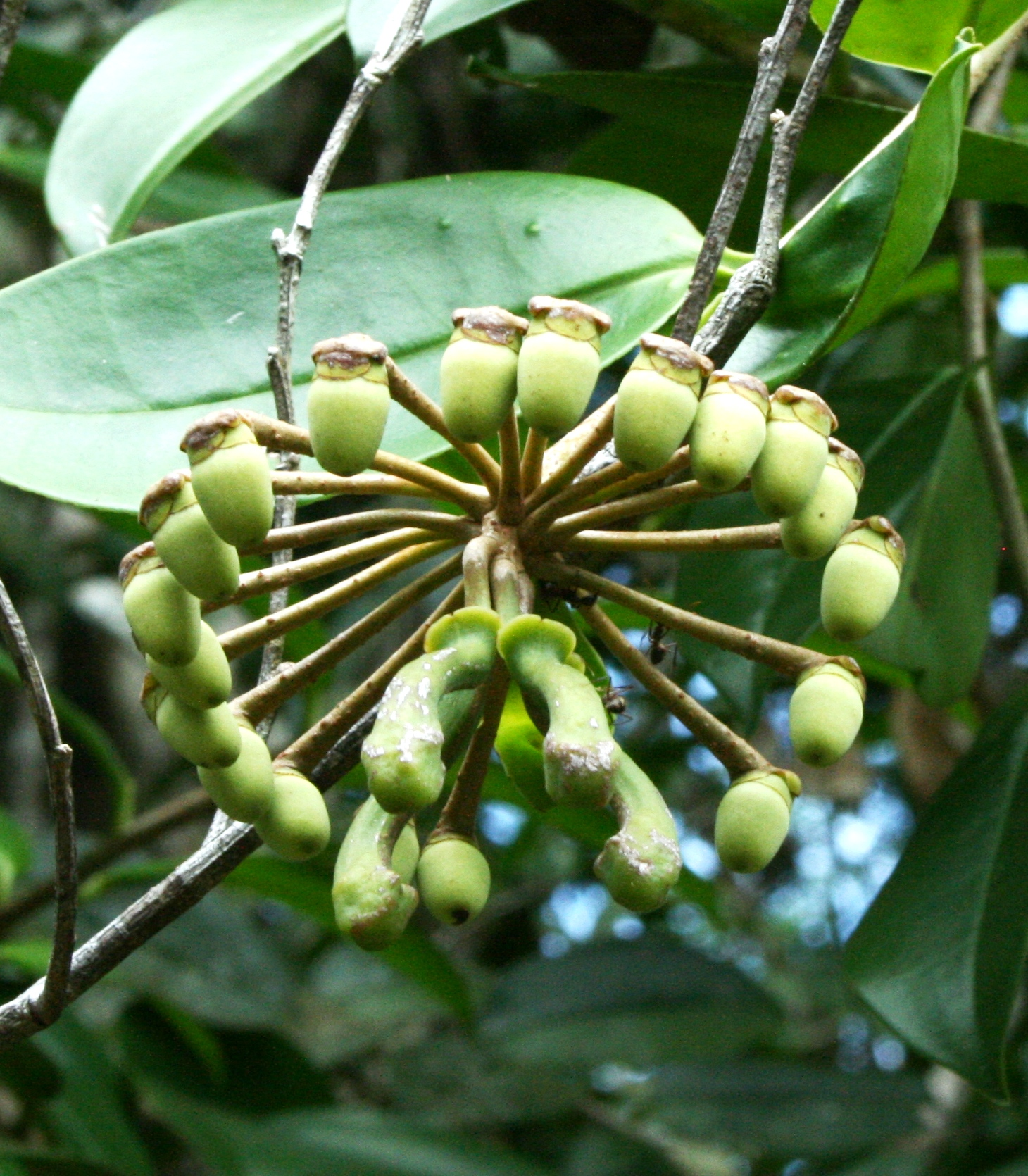
Marcgravia coriacea

- Marcgravia Plum. ex L., 1753 — Маркгравия